# Bumirejo (Dampit)
Bumirejo is een bestuurslaag in het regentschap Malang van de provincie Oost-Java, Indonesië. Bumirejo telt 8820 inwoners (volkstelling 2010).